# Lijst van rijksmonumenten in Megen
De plaats Megen telt 49 inschrijvingen in het rijksmonumentenregister. Hieronder een overzicht.
| Object | Oorspronkelijke functie?  | Bouwjaar                  | Architect    | Locatie                  | Coördinaten?                  | Nr.?   | Afbeelding |
| --- | ------------------------- | ------------------------- | ------------ | ------------------------ | ----------------------------- | ------ | --- |
| Acropolis/Latijnse school                                                                                        | Onderwijs en wetenschap   | 1884 en ca. 1900          | E.J. Margry  | Broeder Everardusplein 1 | 51° 49' 23" NB, 5° 33' 57" OL | 516589 | Meer afbeeldingen                                                                                                |
| Klooster Sint-Josephsberg                                                                                        | Klooster, kloosteronderdl | 1721                      |              | Clarastraat 2            | 51° 49' 22" NB, 5° 33' 42" OL | 28513  | Meer afbeeldingen                                                                                                |
| Grafmonument van de adellijke familie Van Blocklant                                                              | Begraafplaats en -onderdl | 1861                      |              | Clarastraat (kerkhof)    | 51° 49' 23" NB, 5° 33' 48" OL | 516608 | Meer afbeeldingen                                                                                                |
| Grafmonument van R. Libotte                                                                                      | Begraafplaats en -onderdl | 1859                      |              | Clarastraat (kerkhof)    | 51° 49' 23" NB, 5° 33' 48" OL | 525655 | Meer afbeeldingen                                                                                                |
| Grafmonument van familie Sengers                                                                                 | Begraafplaats en -onderdl | waarschijnlijk 1911       |              | Clarastraat (kerkhof)    | 51° 49' 23" NB, 5° 33' 48" OL | 516607 | Meer afbeeldingen                                                                                                |
| Huis onder met leien gedekt schilddak en met lijstgevels                                                         | Woonhuis                  | begin 19e eeuw            |              | Doctor Baptiststraat 1   | 51° 49' 23" NB, 5° 33' 52" OL | 28504  | Meer afbeeldingen                                                                                                |
| Dwarshuis met door pannen gedekt zadeldak tussen zij-topgevels                                                   | Woonhuis                  | 1742                      |              | Doctor Baptiststraat 9   | 51° 49' 24" NB, 5° 33' 54" OL | 28505  | Meer afbeeldingen                                                                                                |
| Woonhuis | Woonhuis                  | ca. 1910                  |              | Doctor Baptiststraat 13  | 51° 49' 24" NB, 5° 33' 55" OL | 516586 | Woonhuis |
| Woonhuis | Woonhuis                  | ca. 1885                  |              | Doctor Baptiststraat 21  | 51° 49' 25" NB, 5° 33' 58" OL | 516587 | Woonhuis |
| Huis onder breed zadeldak, aan de voor- en achtergevel afgewolfd                                                 | Woonhuis                  | 18e-19e eeuw              |              | Doctor Baptiststraat 22  | 51° 49' 25" NB, 5° 33' 58" OL | 28512  | Meer afbeeldingen                                                                                                |
| Huis onder zadeldak en met topgevel aan voor- en achterzijde, eindigende in trappen                              | Woonhuis                  | eind 18e / begin 19e eeuw |              | Doctor Baptiststraat 23  | 51° 49' 25" NB, 5° 33' 59" OL | 28506  | Meer afbeeldingen                                                                                                |
| Woonhuis | Woonhuis                  | 1870                      |              | Doctor Baptiststraat 24  | 51° 49' 25" NB, 5° 33' 59" OL | 516588 | Woonhuis |
| Dwarshuis onder pannen zadeldak tussen zij; topgevels, met geprofileerde kroonlijst                              | Woonhuis                  | 19e eeuw                  |              | Doctor Baptiststraat 29  | 51° 49' 26" NB, 5° 33' 60" OL | 28507  | Meer afbeeldingen                                                                                                |
| Dwarshuis onder zadeldak tussen zij-topgevels en met gepleisterde lijstgevel                                     | Woonhuis                  | 17e-19e eeuw              |              | Doctor Baptiststraat 31  | 51° 49' 26" NB, 5° 34' 0" OL  | 28508  | Meer afbeeldingen                                                                                                |
| Huis met topgevel aan de voorzijde, zadeldak aan de achterzijde afgewolfd                                        | Woonhuis                  | 19e eeuw                  |              | Doctor Baptiststraat 33  | 51° 49' 26" NB, 5° 34' 1" OL  | 28509  | Meer afbeeldingen                                                                                                |
| Huis onder schilddak en met lijstgevel waarvan de bovenhoeken ingezwenkt zijn                                    | Woonhuis                  | begin 19e eeuw            |              | Doctor Baptiststraat 35  | 51° 49' 27" NB, 5° 34' 1" OL  | 28510  | Meer afbeeldingen                                                                                                |
| Huis met topgevel en zadeldak                                                                                    | Woonhuis                  | 19e eeuw                  |              | Doctor Baptiststraat 37  | 51° 49' 27" NB, 5° 34' 1" OL  | 28511  | Meer afbeeldingen                                                                                                |
| Verdeel- en schakelkast van de Provinciale Noord-Brabantse Electriciteits Maatschappij                           | Nutsbedrijf               | ca. 1935                  |              | Doctor Baptiststraat 41  | 51° 49' 27" NB, 5° 34' 3" OL  | 516592 | Meer afbeeldingen                                                                                                |
| Kapel der Zeven Weeën                                                                                            | Kerk en kerkonderdeel     | 1733                      |              | Kapelstraat 53           | 51° 48' 40" NB, 5° 33' 33" OL | 28514  | Meer afbeeldingen                                                                                                |
| Huis met zadeldak en aan de voor- en achterzijde elk een topgevel                                                | Woonhuis                  | begin 19e eeuw            |              | Kloosterstraat 3         | 51° 49' 23" NB, 5° 33' 58" OL | 28517  | Huis met zadeldak en aan de voor- en achterzijde elk een topgevel                                                |
| Huis met zadeldak tussen zij-topgevels en met gepleisterde lijstgevel,                                           | Woonhuis                  | 18e-19e eeuw              |              | Kloosterstraat 4         | 51° 49' 20" NB, 5° 33' 57" OL | 28519  | Meer afbeeldingen                                                                                                |
| Minderbroedersklooster / Bernarduskapel                                                                          | Klooster, kloosteronderdl | 1648                      |              | Kloosterstraat 6         | 51° 49' 22" NB, 5° 33' 59" OL | 28520  | Meer afbeeldingen                                                                                                |
| Dwarshuis onder zadeldak tussen zij-topgevels, vijf traveeën breed en met bovenverdieping                        | Woonhuis                  | begin 19e eeuw            |              | Kloosterstraat 8         | 51° 49' 23" NB, 5° 33' 60" OL | 28521  | Meer afbeeldingen                                                                                                |
| Dwarshuis onder zadeldak tussen zij-topgevels en met dakkapellen                                                 | Woonhuis                  | 19e eeuw                  |              | Kloosterstraat 10        | 51° 49' 24" NB, 5° 34' 0" OL  | 28522  | Dwarshuis onder zadeldak tussen zij-topgevels en met dakkapellen                                                 |
| Huis onder groot zadeldak, boven de voorgevel afgewolfd                                                          | Woonhuis                  | 18e-19e eeuw              |              | Kloosterstraat 12        | 51° 49' 24" NB, 5° 34' 1" OL  | 28523  | Meer afbeeldingen                                                                                                |
| Dwarshuis onder zadeldak tussen zij-topgevels, korte zoldervensters onder de kroonlijst                          | Woonhuis                  | 18e-19e eeuw              |              | Kloosterstraat 11        | 51° 49' 24" NB, 5° 34' 0" OL  | 28518  | Dwarshuis onder zadeldak tussen zij-topgevels, korte zoldervensters onder de kroonlijst                          |
| Dwarshuis met zadeldak tussen zij-topgevels. 19e eeuw                                                            | Woonhuis                  | 19e eeuw                  |              | Kloosterstraat 14        | 51° 49' 24" NB, 5° 34' 1" OL  | 28524  | Meer afbeeldingen                                                                                                |
| Huis met dwars zadeldak aan de straatzijde, haaks daarop gericht breed zadeldak met wolfeinde aan de achterzijde | Woonhuis                  | 17e-19e eeuw              |              | Kloosterstraat 16        | 51° 49' 25" NB, 5° 34' 1" OL  | 28525  | Huis met dwars zadeldak aan de straatzijde, haaks daarop gericht breed zadeldak met wolfeinde aan de achterzijde |
| Kleine boerderij op T-vormige plattegrond                                                                        | Boerderij                 | eerste helft 19e eeuw     |              | Maasdijk 27              | 51° 49' 25" NB, 5° 33' 49" OL | 28526  | Kleine boerderij op T-vormige plattegrond                                                                        |
| Gevangentoren | Fort, vesting en -onderdl | midden 14e eeuw           |              | Torenstraat 27           | 51° 49' 18" NB, 5° 33' 59" OL | 28527  | Meer afbeeldingen                                                                                                |
| Désiré | Industrie- en poldermolen | 1865                      |              | Molenstraat 2A           | 51° 49' 11" NB, 5° 33' 49" OL | 28528  | Meer afbeeldingen                                                                                                |
| Gedenkteken voor de Maaswerkers                                                                                  | Gedenkteken               | ca. 1935                  |              | Rulstraat                | 51° 49' 9" NB, 5° 34' 26" OL  | 516593 | Meer afbeeldingen                                                                                                |
| St. Servatius | Kerk en kerkonderdeel     | ca. 1872                  |              | Schoolstraat 1           | 51° 49' 21" NB, 5° 33' 49" OL | 28540  | Meer afbeeldingen                                                                                                |
| Woonblok; constructief tezamenbehorende woonhuizen onder dwars zadeldak tussen zijtopgevels                      | Woonhuis                  | 19e eeuw                  |              | Schoolstraat 6-8-10      | 51° 49' 23" NB, 5° 33' 49" OL | 28529  | Meer afbeeldingen                                                                                                |
| Dwarshuis onder aan de sluitgevels afgewolfd zadeldak                                                            | Werk-woonhuis             | 1869                      |              | Torenstraat 2            | 51° 49' 22" NB, 5° 33' 52" OL | 28539  | Meer afbeeldingen                                                                                                |
| Bakstenen schuur met steunberen en pannenwolfdak                                                                 | Boerderij                 | 19e eeuw                  |              | Torenstraat 3            | 51° 49' 21" NB, 5° 33' 53" OL | 28530  | Meer afbeeldingen                                                                                                |
| Woonhuis met lijstgevel en schilddak                                                                             | Woonhuis                  | 19e eeuw                  |              | Torenstraat 5            | 51° 49' 21" NB, 5° 33' 53" OL | 28531  | Woonhuis met lijstgevel en schilddak                                                                             |
| Gemeentehuis | Bestuursgebouw en onderdl | 1940                      | J. Roffelsen | Torenstraat 6            | 51° 49' 21" NB, 5° 33' 52" OL | 516590 | Meer afbeeldingen                                                                                                |
| Woonhuis met lijstgevel en schilddak                                                                             | Woonhuis                  | 19e eeuw                  |              | Torenstraat 7            | 51° 49' 21" NB, 5° 33' 54" OL | 28532  | Woonhuis met lijstgevel en schilddak                                                                             |
| Standbeeld van Karel van Brimeu                                                                                  | Begraafplaats en -onderdl | 1853                      |              | Torenstraat bij 8        | 51° 49' 20" NB, 5° 33' 54" OL | 28544  | Meer afbeeldingen                                                                                                |
| Woonhuis met lijstgevel en schilddak                                                                             | Woonhuis                  | 19e eeuw                  |              | Torenstraat 9            | 51° 49' 21" NB, 5° 33' 54" OL | 28533  | Woonhuis met lijstgevel en schilddak                                                                             |
| Woonhuis met lijstgevel en schilddak                                                                             | Woonhuis                  | 19e eeuw                  |              | Torenstraat 11           | 51° 49' 21" NB, 5° 33' 54" OL | 28534  | Meer afbeeldingen                                                                                                |
| Huis onder zadeldak en met zijgevels waarop gezwenkte trappen                                                    | Woonhuis                  | 17e eeuw                  |              | Torenstraat 17           | 51° 49' 19" NB, 5° 33' 57" OL | 28535  | Meer afbeeldingen                                                                                                |
| Huis onder schilddak en met gebosseerd gepleisterde lijstgevels                                                  | Woonhuis                  | 17e-19e eeuw              |              | Torenstraat 19           | 51° 49' 19" NB, 5° 33' 58" OL | 28536  | Meer afbeeldingen                                                                                                |
| Huis onder schilddak en met gebosseerd gepleisterde lijstgevels                                                  | Woonhuis                  | 17e-19e eeuw              |              | Torenstraat 21           | 51° 49' 19" NB, 5° 33' 58" OL | 28537  | Meer afbeeldingen                                                                                                |
| Woonhuis met op de hoek omlopend zadeldak                                                                        | Woonhuis                  | vermoedelijk 17e eeuw     |              | Torenstraat 23           | 51° 49' 19" NB, 5° 33' 59" OL | 28538  | Meer afbeeldingen                                                                                                |
| Huis met topgevels aan de voor- en achterzijde en zadeldak daartussen                                            | Woonhuis                  | 18e-19e eeuw              |              | Wilhelminastraat 3       | 51° 49' 22" NB, 5° 33' 57" OL | 28541  | Meer afbeeldingen                                                                                                |
| Huis onder schilddak en met lijstgevel                                                                           | Woonhuis                  | begin 19e eeuw            |              | Wilhelminastraat 5       | 51° 49' 22" NB, 5° 33' 56" OL | 28542  | Meer afbeeldingen                                                                                                |
| Woonhuisje met dwars zadeldak                                                                                    | Woonhuis                  | 17e of 18e eeuw           |              | Wilhelminastraat 13      | 51° 49' 22" NB, 5° 33' 55" OL | 28543  | Meer afbeeldingen                                                                                                |